# Hideaki Kaetsu
Hideaki Kaetsu (Tochigi, 8 oktober 1974) is een voormalig Japans voetballer.

## Carrière
Hideaki Kaetsu speelde tussen 1993 en 1996 voor Yokohama Flügels.

## Statistieken
| Japan   | Japan            | Japan       | League | League | Emperor's Cup | Emperor's Cup | J-League Cup | J-League Cup | Totaal | Totaal |
| Seizoen | Club             | League      | Wed.   | Goals  | Wed.          | Goals         | Wed.         | Goals        | Wed.   | Goals  |
| ------- | ---------------- | ----------- | ------ | ------ | ------------- | ------------- | ------------ | ------------ | ------ | ------ |
| 1993    | Yokohama Flügels | J. League 1 | 0      | 0      | 0             | 0             | 0            | 0            | 0      | 0      |
| 1994    | Yokohama Flügels | J. League 1 | 0      | 0      | 0             | 0             | 0            | 0            | 0      | 0      |
| 1995    | Yokohama Flügels | J. League 1 | 6      | 2      | 0             | 0             | -            | -            | 6      | 2      |
| 1996    | Yokohama Flügels | J. League 1 | 0      | 0      | 0             | 0             | 0            | 0            | 0      | 0      |
| Totaal  | Totaal           | Totaal      | 6      | 2      | 0             | 0             | 0            | 0            | 6      | 2      |